# Lục Châu
Lục Châu (tiếng Trung: 綠珠; ? - 300), là một mỹ nhân trứ danh trong điển tích Trung Hoa cổ đại. Nàng là sủng thiếp của An Dương hầu Thạch Sùng, một đại thần của Tây Tấn trong lịch sử Trung Quốc.
Nàng là một mỹ nhân xinh đẹp tuyệt thế, nổi tiếng qua điển cố Lục Châu trụy lâu (绿珠坠楼; có nghĩa là Lục Châu nhảy lầu), được các thi nhân về sau tán thưởng và xem đó là hình mẫu của tình cảm trung trinh không thay đổi. Vì mỹ danh hiếm có, Lục Châu từng được liệt kê vào hàng Tứ đại mỹ nhân cổ đại.

## Cuộc đời

### Thiếp yêu của Thạch Sùng
Lục Châu người thôn Lục La, trấn Song Phượng, huyện Bác Bạch, Bạch Châu (nay là Quảng Tây), sinh ra trên núi Song Giác (雙角山). Tương truyền nàng vốn họ Lương, nơi nàng sinh ra là thôn Lục La, con gái thường gọi là Châu Nương (珠娘), vì thế mới có tên gọi này. Khi lớn lên, Lục Châu có nhan sắc tú mỹ xinh đẹp lạ thường, lại có tài thổi tiêu.
Vào những năm Thái Khang thời Tây Tấn, Thạch Sùng đi Giao Chỉ có việc, tình cờ đi qua Bác Bạch, nghe qua danh tiếng mỹ mạo của Lục Châu, đem đến 3 hộp minh châu để hỏi về làm thiếp, cũng có cách nói khác rằng bởi vì Thạch Sùng lấy trân châu mua được nàng, nên mới có tên Lục Châu. Sau đó, Thạch Sùng đem nàng ta về Kim Cốc viên (金谷園) và cho người xây lại lầu các thêm khang trang hơn.
Lục Châu giỏi thổi tiêu, cũng thạo ca vũ, nhất là bài Minh Quân (明君), là kể về Vương Chiêu Quân đời Hán Nguyên Đế. Khi Thạch Sùng kêu Lục Châu thổi khúc hát, nàng tự chế lời mới:
| 我本良家女，将适单于庭。 辞别未及终，前驱已抗旌。 仆御涕流离，猿马悲且鸣。 哀郁伤五内，涕泣沾珠缨。 行行日已远，遂造匈奴城。 延我于穹庐，加我阏氏名。 殊类非所安，虽贵非所荣。 父子见凌辱，对之惭且惊。 杀身良不易，默默以苟生。 苟生亦何聊，积思常愤盈。 愿假飞鸿翼，乘之以遐征。 飞鸿不我顾，伫立以屏营。 昔为匣中玉，今为粪土尘。 朝华不足欢，甘与秋草屏。 传语后世人，远嫁难为情。 | Ngã bản lương gia nữ, tương thích Thiền vu đình. Từ biệt vị cập chung, tiền khu dĩ kháng tinh. Phó ngự thế lưu ly, viên mã bi thả minh. Ai úc thương ngũ nội, thế khấp triêm châu anh. Hành hành nhật dĩ viễn, toại tạo hung nô thành. Duyên ngã vu khung lư, gia ngã át thị danh. Thù loại phi sở an, tuy Quý phi sở vinh. Phụ tử kiến lăng nhục, đối chi tàm thả kinh. Sát thân lương bất dịch, mặc mặc dĩ cẩu sinh. Cẩu sinh diệc hà liêu, tích tư thường phẫn doanh. Nguyện giả phi hồng dực, thừa chi dĩ hà chinh. Phi hồng bất ngã cố, trữ lập dĩ bình doanh. Tích vi hạp trung ngọc, kim vi phẩn thổ trần. Triều hoa bất túc hoan, cam dữ thu thảo bình. Truyền ngữ hậu thế nhân, viễn giá nan vi tình. |

Từ ý thê lương uyển chuyển, kỳ tài tình của Lục Châu cũng có thể thấy được. Nàng dung mạo hơn người, lại giỏi giải đáp tâm ý, nên trong hơn nghìn người thiếp của Thạch Sùng, duy chỉ có Lục Châu là nổi bật hơn cả.
Thạch Sùng có khách quán ở Hà Nam, khe Kim Cốc, phàm đi xa đều tại đây bày tiệc đưa tiễn, bởi vậy có hiệu Kim cốc viên. Trong khuôn viên tùy chỗ thế cao thấp trúc đài tạc trì, bên trong vườn thanh khê lởn vởn, tiếng nước róc rách. Thạch Sùng nhân có sơn hình thủy thế, trúc viên kiến quán, đào hồ khai đường, chung quanh mấy chục nội, lâu tạ đình các, cao thấp đan xen, kim cốc thủy quanh quẩn chảy ở giữa, chim hót u thôn, cá nhảy hồ sen. Lịch Đạo Nguyên trong Thủy kinh chú gọi nơi này là: 「"Thanh tuyền mậu thụ, chúng quả trúc bách, dược thảo tế ế"; 清泉茂树，众果竹柏，药草蔽翳」. Bên trong vườn trúc có Sùng Ỷ lâu (崇绮楼) cao trăm trượng, dùng để an ủi nỗi buồn nhớ nhà của Lục Châu, bên trong trang trí nào là trân châu, mã não, hổ phách, sừng tê giác, ngà voi, có thể nói xa hoa cực lệ. Thạch Sùng cùng danh sĩ đương thời là Tả Tư, Phan An cùng hơn hai mươi bốn người từng kết thành thi xã, được xưng 「Kim Cốc nhị thập tứ hữu; 金谷二十四友」. Mỗi lần yến khách, Thạch Sùng lệnh Lục Châu ra ca vũ khuyên rượu, người đến xem nhìn thấy nàng đều quên thất hồn phách, bởi vậy mỹ danh của Lục Châu cứ thế truyền khắp thiên hạ.

### Nhảy lầu báo ơn
Thạch Sùng ở triều đình dựa vào Giả Mật mà có quyền thế, song khi Giả Mật bị tru di, Thạch Sùng cũng thất thế, bị bãi chức quan. Năm đầu Vĩnh Khang (300), Triệu vương Tư Mã Luân chuyên quyền, bè đảng của Triệu vương là Thị trung Tôn Tú ngưỡng mộ nhan sắc Lục Châu đã lâu, bèn ngầm sai người đến Kim Cốc, muốn cậy thế mà cưỡng đoạt.
Tôn Tú trước tiên sai người đến ép Thạch Sùng, thế là Sùng cho gọi hơn hai chục người thiếp ra, nói với sứ giả có thể tùy tiện chọn một người, nhưng sứ giả nói: 「"Thị thiếp của quân hầu quả thật mỹ mạo vô song, nhưng tôi đến vâng mệnh đòi Lục Châu, không biết đó là vị nào?"」, Sùng tức giận nói: 「"Lục Châu là người của ta, tuyệt đối không được"」, sứ giả đáp: 「"Quân hầu thông kim bác cổ, cần nên suy nghĩ cân nhắc!"」. Câu nói của sứ giả ý khuyên Thạch Sùng nên biết tình hình bất lợi của mình, chỉ nên phục tùng, nhưng Thạch Sùng nhất quyết không bằng lòng giao Lục Châu ra, nên khi sứ giả trở về cấp báo, Tôn Tú tức giận, xui Triệu vương dùng binh tiêu diệt Thạch Sùng.
Khi đó, Thạch Sùng mở yến tiệc lớn, nói với Lục Châu rằng: 「"Ta vì nàng mà bị tội"」; Lục Châu cảm động rớt nước mắt, bèn nói: 「"Thiếp sẽ chết trước chàng, không để bọn giặc cưỡng đoạt!"」, rồi sau đó nàng nhảy khỏi lầu tự vẫn. Sau khi nàng chết, toàn gia Thạch Sùng bị Tôn Tú giết hết cả, gia sản Thạch Sùng bị Tôn Tú chiếm hết.

## Trong thi ca nghệ thuật
Câu chuyện về Lục Châu về sau thường được nhắc tới trong thi ca nghệ thuật.
- Quyền Bác Dư (權德舆), Bát âm thi (八音詩): Thạch sùng lưu khách túy, Lục Châu đương tọa vũ[7].
- Tô Thức, Thủy long ngâm (水龍吟): Văn đạo lĩnh nam thái thủ, hậu đường thâm, Lục Châu kiều tiểu [8].
- Lý Bạch: Quân bất kiến Lục Châu đàm thủy lưu đông hải, Lục Châu hồng phấn trầm quang thải. Lục Châu lâu hạ hoa mãn viên, kim nhật tằng vô nhất chi tại[9].

Ngoài ra, những câu Kim cốc đọa lâu (金谷墮樓); Minh châu hoán Lục Châu (明珠換綠珠), Lục Châu trụy lâu (绿珠坠楼),... đều nói về điển tích cái chết và việc Thạch Sùng dùng châu báu có được nàng. Trong bài Nam hương tử (南鄉子) của Tô Thức có câu: Thí vấn phục ba tam vạn ngữ, hà như. Nhất hộc minh châu hoán Lục Châu..
Nhà thơ Đỗ Mục cũng có bài thơ về Lục Châu:
| 金谷園 ... 繁華事散逐香塵， 流水無情草自春。 日暮東風怨啼鳥， 落花猶似墮樓人。 | Kim Cốc viên ... Phồn hoa sự tán trục hương trần, Lưu thủy vô tình thảo tự xuân. Nhật mộ đông phong oán đề điểu, Lạc hoa do tự trụy lâu nhân. | Vườn Kim Cốc ... Việc bộn rộn làm xong hóng mát, Nước chảy vô tình, mượt cỏ xuân. Gió chiều chim hót xa gần, Hoa rơi, tựa khách gieo thân trên lầu. |

Theo đó, các thi nhân hậu đại thường lấy hình ảnh hoa quế rơi rụng để mô phỏng hình ảnh Lục Châu nhảy lầu năm nào. Do vậy trong dân gian, Lục Châu được tôn làm Quế Hoa Hoa thần (桂花花神).

## Một trong Cổ đại Tứ mỹ nhân
Khi xưa, văn hóa Trung Hoa đại lục có nhiều thuyết về Tứ đại mỹ nhân Trung Hoa, ngoài Tây Thi, Vương Chiêu Quân, Điêu Thuyền và Dương Quý phi bộ tứ đã được quyết định hiện hành, thì còn nhiều mỹ nhân khác từng được xem là một trong những cái tên hàng đầu trong thi ca nghệ thuật Trung Hoa, trong đó có Lục Châu.
Năm 1990, tại Cam Túc phát hiện một bức họa thời Nam Tống, tranh đề Tùy triều yểu điệu trình khuynh quốc chi phương dung (隋朝窈窕呈倾国之芳容), gọi tắt là Tứ mỹ đồ (四美图), mà 4 người đó bao gồm: Lục Châu, Vương Chiêu Quân, Triệu Phi Yến và Ban Cơ.
Thi sĩ nhà Minh là Trương Nguyên Khải (张元凯) có viết thơ ngâm về Tứ đại mỹ nhân (Tứ mỹ nhân vịnh; 四美人咏), theo đó: Minh phi Chiêu Quân, Triệu Phi Yến, Trác Văn Quân và Lục Châu; gọi là Cổ đại Tứ mỹ nhân (古代四美人). Trong Hồng lâu mộng, hồi thứ 64, Lâm Đại Ngọc ngâm thơ vịnh về Lục Châu, Tây Thi, Ngu Cơ, Minh phi và Hồng Phất Nữ; Giả Bảo Ngọc gọi là Ngũ mỹ ngâm (五美吟).